# Situationens herre
Situationens herre (engelska: Libeled Lady) är en amerikansk screwballkomedi från 1936 i regi av Jack Conway, med Jean Harlow, William Powell, Myrna Loy och Spencer Tracy i rollerna. Filmen nominerades till en Oscar för Bästa film. En nyinspelning gjordes 1946 under titeln Du ska' bli min! med Esther Williams, Van Johnson och Lucille Ball i rollerna.

## Handling
Den förmögna Connie Allenbury (Myrna Loy) anklagas på falska grunder för att ha förstört ett äktenskap och stämmer tidningen New York Evening Star på fem miljoner dollar för förtal. Chefredaktören Warren Haggerty (Spencer Tracy) vänder sig i desperation till den fd reportern och kvinnokarlen Bill Chandler (William Powell) för att få hjälp. Bills plan är att se till att Connie är ensam med honom när hans fru dyker upp, så att hon måste ta tillbaka stämningen. Chandler är inte gift så Warren låter honom låna sin fästmö sedan många år, Gladys Benton (Jean Harlow), trots hennes högljudda protester.
Bill ser till så att han återvänder till Amerika på samma atlantångare som Connie och hennes pappa J. B. (Walter Connolly). Han betalar några män att låtsas vara reportrar som han kan rädda Connie från i hamnen. Connie är först misstänksam mot Bill men börjar snart bli riktigt intresserad av den snygga och sofistikerade mannen.
Komplikationer uppstår när Connie och Bill faktiskt blir förälskade och gifter sig. Gladys har insett att Bill aldrig kommer gifta sig med henne och dyker oväntat upp på Connie och Bills smekmånad för att ta tillbaka sin "make". Efter vissa förvecklingar lyckas Connie och Bill få Gladys att inse att hon faktiskt älskar Warren.

## Rollista
| Jean Harlow        | – Gladys             |
| William Powell     | – Bill Chandler      |
| Myrna Loy          | – Connie Allenbury   |
| Spencer Tracy      | – Haggerty           |
| Walter Connolly    | – Mr. Allenbury      |
| Charley Grapewin   | – Mr. Bane           |
| Cora Witherspoon   | – Mrs. Burns-Norvell |
| E.E. Clive         | – Fiskeinstruktör    |
| Bunny Beatty       | – Babs               |
| Otto Yamaoka       | – Ching              |
| Charles Trowbridge | – Graham             |
| Spencer Charters   | – Domare             |
| George Chandler    | – Bell Hop           |

## Galleri

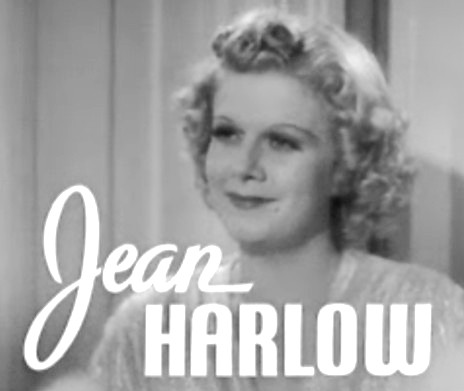
Jean Harlow som Gladys Benton
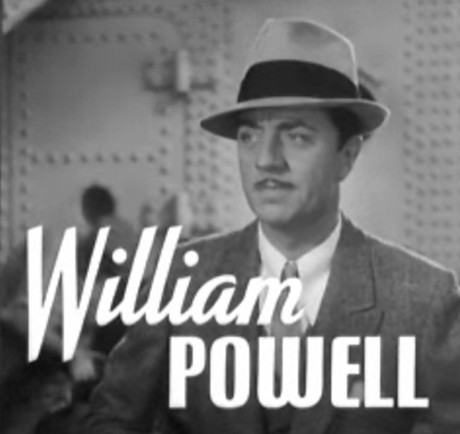
William Powell som Bill Chandler
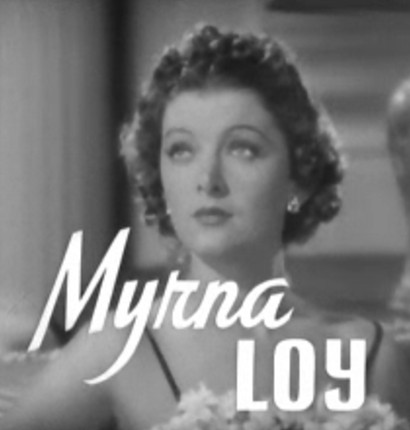
Myrna Loy som Connie Allenbury
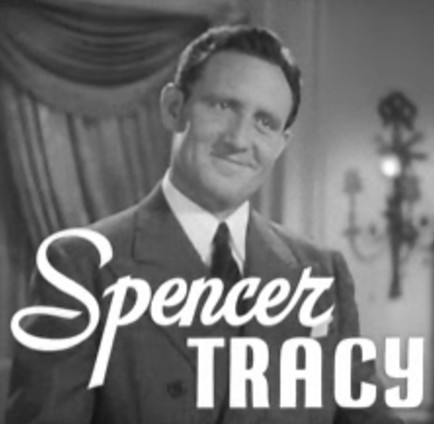
Spencer Tracy som Warren Haggerty

## Mottagande
Filmen släpptes 9 oktober 1936, och spelade in 2,7 miljoner dollar på biograferna. Den blev nominerad till en Oscar för bästa film, men förlorade till Den store Ziegfeld, också den en film med William Powell och Myrna Loy i huvudrollerna.